# Castiglione Messer Raimondo
Castiglione Messer Raimondo ist eine Gemeinde mit 1992 Einwohnern und liegt in der Nähe von Montefino und Castilenti in der italienischen Provinz Teramo. Die Ortschaft ist Mitglied der Comunità Montana del Vomano, Fino e Piomba.

## Geografie
Zu den Ortsteilen (Fraktionen) zählen Appignano, Borea Santa Maria, Bozzano, Cesi, Colletrimarino, Piane, San Giorgio und Vorghe.
Die Nachbargemeinden sind: Bisenti, Castilenti, Cellino Attanasio, Montefino und Penne.
Die Gemeinde liegt rund 34 Kilometer vom Hauptort der Provinz, der Stadt Teramo und 28,5 Kilometer von der Adriaküste entfernt.

## Besonderes
Der Schutzpatron der Gemeinde ist Donato d’Arezzo (der heilige Donato), der von 285 bis im Jahr 304 der zweite Bischof von Arezzo war. Seit seinem Tod am 7. August 363 wird alle fünf Jahre sein Körper in feierlicher Prozession durch die Straßen des Dorfes geführt.

## Einwohnerentwicklung
| Jahr      | 1861 | 1881 | 1901 | 1921 | 1936 | 1951 | 1971 | 1991 | 2001 |
| Einwohner | 3009 | 3037 | 3589 | 3637 | 4248 | 4213 | 3031 | 2590 | 2570 |

Quelle: ISTAT

## Weinbau
In der Gemeinde wird die Rebsorte Montepulciano für den DOC-Wein Montepulciano d’Abruzzo angebaut.